# Carlos Álvarez Pineda
Carlos Álvarez Pineda (n. Santa Ana, El Salvador, 24 de febrero de 1928-f. 9 de junio de 1993), fue un actor, humorista, y locutor salvadoreño, famoso por interpretar al personaje ficticio de radio y televisión nacional Aniceto Porsisoca, famoso a finales de los años 70 y la década de los 80's.

## Biografía
Hijo de don Francisco Álvarez y de doña Dionisia Pineda. A los catorce años inicia sus estudios en la Escuela Normal de Maestros de San Salvador, pero los abandona tres años más tarde, en 1945, debido a la muerte de su padre, situación que lo obliga a buscar empleo para ayudar en el sostenimiento de la familia. Continuó los estudios por correspondencia hasta graduarse en 1947 como profesor. En 1950 ingresó a la Facultad de Medicina de la Universidad de El Salvador, de la que se retiró a finales del año siguiente.

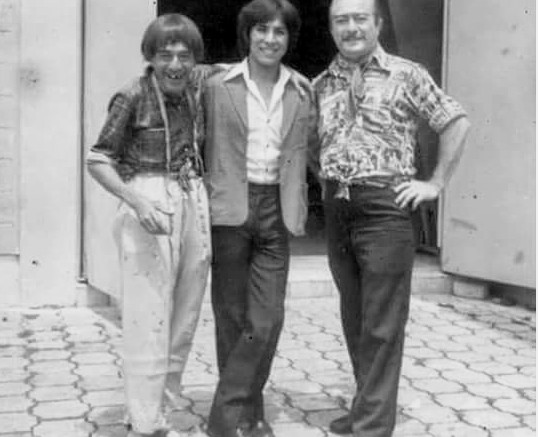
Carlos Álvarez Pineda más conocido como Aniceto Porsisoca junto con el locutor Paco Medina Funes

Posteriormente comenzó a trabajar en radio como locutor humorístico, allí nació Aniceto Porsisoca. La creación de este singular personaje no fue algo planificado. En cierta oportunidad, el artista estrella del espectáculo no se presentó, entonces Carlos Álvarez Pineda tuvo que improvisar una actuación al lado de Paco Medina Funes. "¿Qué nombre te vas a poner?" -le preguntó este-. "Me llamaré Aniceto.... por si soca".
Aniceto alcanzó rápidamente el éxito en radio, televisión, revistas, y paquines. En su programa La Ruleta Musical dio a conocer sus Puesiyas de Aniceto. 
Durante varios años, Carlos Álvarez Pineda desempeñó puestos de gerencia y director de comunicaciones de empresas privadas y órganos estatales, sin abandonar su trabajo en el ambiente artístico. Por sus méritos recibió hacia el final de su vida, reconocimientos por parte de la Asamblea Legislativa de El Salvador y la Organización de Estados Americanos.
Carlos Álvarez Pineda murió en el Hospital Militar de San Salvador a las 4:45 de la mañana del día 9 de junio de 1993, a los 65 años de edad a consecuencia de "falla multi sistémica, carcinoma de laringe y bronco neumonía bilateral". 
El personaje de Aniceto Porsisoca estaba basado en un campesino salvadoreño, vestía ropa al estilo “urbano” pero siempre humilde, siempre acompañado de inseparable Shula (Bolsa de Yute).
Aniceto Porsisoca era originario del Cantón Cujucuyo, ubicado en las afueras de Santa Ana, Carretera a Metapán, su esposa se llamaba la Peche y su retoño Anicetillo. 
Como buen campesino luchaba contra las adversidades de la vida, vivía en una permanente escasez (de todo), pero siempre en la lucha, tratando de salir adelante, a pesar de su “limitada” belleza física, Aniceto tenía mucha fe en su apariencia, tanto que una de sus famosas frases era: "El físico me compromete".